# Адап
Адап (ISO 639-3: adp) — один из тибетских языков (сино-тибетской языковой семьи), на котором говорили в среднем Бутане в Южном и Центральном дзонгдэях, в частности, в дзонгхаге Вангди-Пходранг, на территориях между городами Дампху и Жемганг, а также в деревне Ада.
Демонстрирует лексические сходства с дзонг-кэ (77 % лексики), бумтанг-кэ (62 — 65 % лексики), а также с цангла (41 % лексики).
Территория, на которой говорят на языке адап, находится на территории, которую Жорж ван Дрим в 1998 году отнёс к области распространения языка дзонг-кэ. Доктор Карма Пхунцо, бутанский ученый и научный сотрудник Кембриджского университета, заявил, что «Адап должен стать диалектом дзонг-кэ» (англ. «Adap would be a dialect of Dzongkha»). В связи с лексико-статистическим сходством языка адап с языком дзонг-кэ, можно считать язык адап диалектом языка дзонг-кэ. По этим основаниям стандартом ISO 639-3 25 августа 2014 года принято решение, что язык адап влился в язык дзонг-кэ.